# Boukhar Khudahs
Les Bukhar Khudahs ou Boukhar Khudats (Sogdian : βuxārak Xwaday) étaient une dynastie locale sogdienne, qui a régné sur la ville de Boukhara à partir d'une date inconnue jusqu'au règne du souverain samanide Isma'il ibn Ahmad (849-907) qui a incorporé Boukhara dans l'État samanide.

## Étymologie

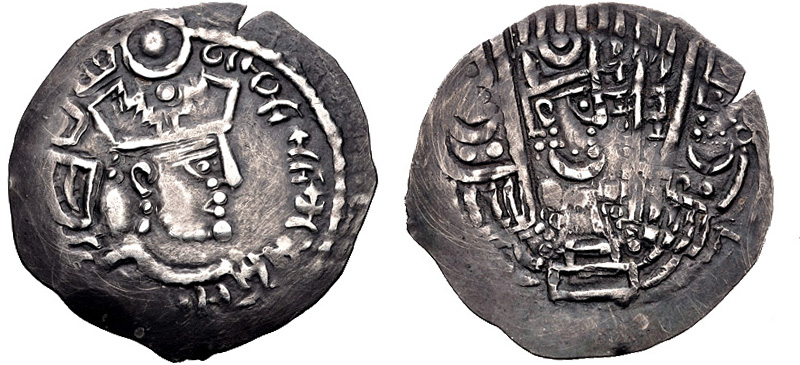
Pièce de Khunuk

Le mot « Boukhar » signifie Boukhara, tandis que « khuda » indique « seigneur ». Boukhar Khudahs désigne donc « le seigneur de Boukhara ».

## Histoire
La date de fondation de la dynastie des Bukhar Khudahs reste inconnue ; l'historien iranien du Xe siècle iranien Nerchakhy mentionne plusieurs noms de souverains de Boukhara, mais on ne sait pas s'ils appartiennent tous à la même dynastie. Le premier souverain mentionné par Nerchakhy est Abru'i (également orthographié Abarzi). Selon Nerchakhy, il s'agissait d'un souverain cruel, qui fut renversé par un roi turc nommé Qara Jurjin. Le souverain suivant s'appelle Kana, qui aurait introduit la frappe de pièces de monnaie à Boukhara, ce qui est toutefois mis en doute par les savants modernes. Le souverain suivant est Makh, à qui l'on attribue la construction d'un bazar qui porte son nom. Le premier souverain mentionné avec le titre de Bukhar Khudah s'appelle Bidun, qui est assassiné en 681 par le général omeyyade Salm ibn Ziyad lors des premières tentatives arabes de conquête de la Transoxiane. Son fils Tughshada, âgé de quelques mois, lui succède. Cependant, le royaume est en réalité contrôlé par sa mère, qui n'est connue que sous le titre de Khatun et qui est célébrée dans la tradition historique locale pour sa sagesse et sa bonne gestion. On rapporte qu'elle tenait sa cour quotidiennement, « s'informait des affaires de l'État et émettait des ordres et des interdictions », tandis qu'à distance se tenaient « deux cents jeunes gens, des propriétaires terriens et des princes, prêts à servir, ceints de ceintures d'or et portant des épées ». En 676, elle envoie un contingent pour aider les Arabes à prendre d'assaut Samarcande.
En 706, une guerre civile éclate à Boukhara et dans les villes et villages environnants ; le souverain du Wardana voisin, connu sous le nom de Wardan Khudah, s'empare de la majeure partie de la principauté, tandis qu'un magnat sogdien nommé Khunuk Khudah parvient à rallier les nobles de Boukhara autour de lui et s'autoproclame Bukhar Khudah. Au même moment, le nouveau gouverneur omeyyade du Khurasan, Qutayba ibn Muslim, s'empare de Paykand, une ville proche de Boukhara. La ville se révolte rapidement et les Arabes réagissent en la en la pillant. La brutalité du sac de Paykand choque le monde sogdien et conduit les nobles de Boukhara, sous la direction de Khunuk, à conclure une alliance avec les Wardan Khudah. Cependant, au cours des combats entre Arabes et Sogdiens, le Wardan Khudah est tué, ce qui constitue probablement un coup dur pour l'alliance Boukhara-Wardana. Boukhara est capturée peu après par Qutayba, qui impose un tribut de 200 000 dirhams et installe une garnison arabe pour se prémunir contre toute rébellion. À la même époque, un autre roi sogdien nommé Tarkhun, qui était le souverain de Samarcande, reconnut l'autorité du califat omeyyade,,,. Après avoir réglé une affaire au Tokharistan, Qutayba restitue Boukhara au jeune Tughshada, et la faction de Khunuk, dont il fait partie, est exterminée.

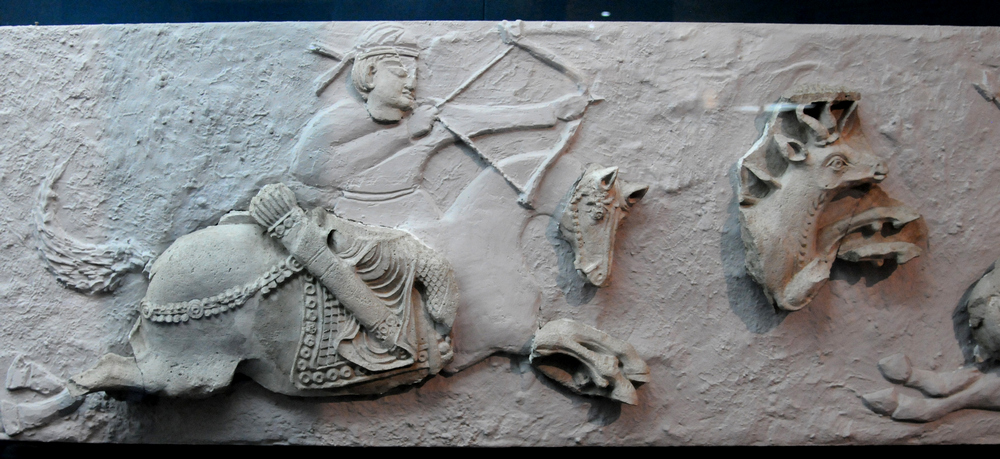
Relief d'un chasseur, Varahsha, au

Plus tard, en 712-713, afin de répandre l'islam à Boukhara, Qutayba construit une mosquée dans la citadelle de la ville, et encourage même les autochtones à se convertir en les payant pour assister aux prières. Cependant, l'islamisation se fait très lentement et les souverains de Boukhara resteront zoroastriens jusqu’à leur chute,,. Tughshada, cependant, tente toujours d'obtenir l'indépendance vis-à-vis du califat omeyyade et, en 718, avec le successeur de Tarkhun, Gurak, Narayana, le roi de Kumadh, et Tish, le roi de Chaghaniyan, il envoie une ambassade à la dynastie Tang de Chine, où ils demandent de l'aide contre les Arabes. Vers 728, une révolte anti-arabe éclate à Boukhara, qui est réprimée un an plus tard. Tughshada est assassiné par deux nobles dehkan en colère en 739. Son fils Qutayba, nommé en l'honneur du général omeyyade, lui succède.
En 750, le califat abbasside conquiert le califat omeyyade, il devient ainsi le nouveau maître de l'Asie centrale. Cependant, une rébellion locale éclate à Boukhara, menée par un certain Sharik ibn Shaikh. Le général abbasside Abu Muslim al-Khurasani envoie une armée sous les ordres de Ziyad ibn Salih pour réprimer la rébellion, mais les rebelles réussissent à en sortir victorieux. Qutayba, à la tête d'une armée de 10 000 soldats, aide les Abbassides dans leur lutte contre Sharik et parvient finalement à vaincre et à tuer ce dernier. Cependant, en raison de l'attitude de Qutayba à l'égard des Arabes, il est assassiné en 750 sur ordre d'Abu Muslim Khorasani. Son frère Sakan lui succéde et régne jusqu'en 757 environ, date à laquelle il est lui aussi assassiné par des agents abbassides. Un autre frère lui succède, Bunyat, qui, en raison de son soutien à al-Muqanna, est assassiné en 783. Après le règne de Bunyat, on ne dispose d'aucune information sur ses successeurs, à l'exception du dernier souverain de Boukhara, Abu Ishaq Ibrahim, dont le royaume est annexé par le souverain samanide Isma'il ibn Ahmad. Abu Ishaq meurt en 913, mais le statut royal de ses descendants est encore connu du vivant de Narshakhi.

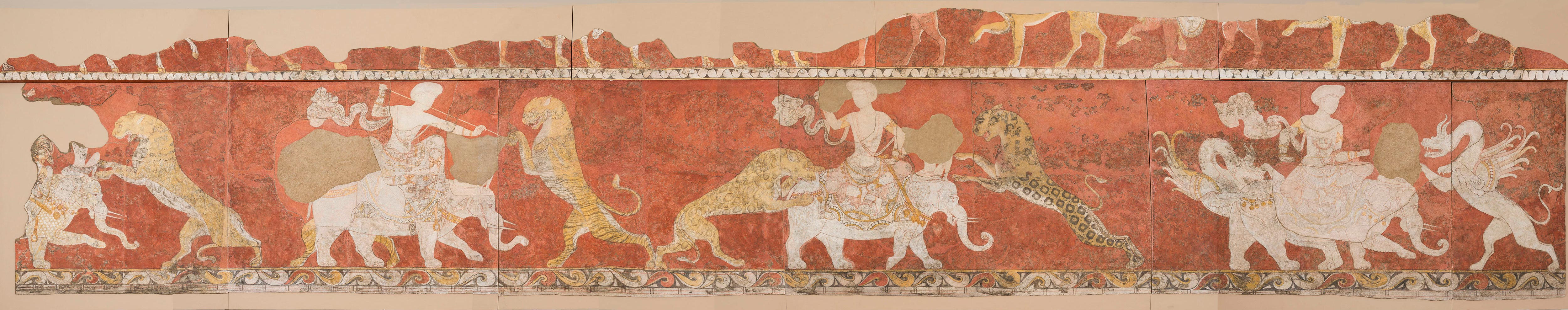
Peintures murales du palais de Varakhsha. Musée de l'Ermitage.

## Religion
La majorité des habitants de Boukhara, y compris les dirigeants de la ville, étaient zoroastriens. Cependant, il y avait aussi des traces de christianisme nestorien, et Narshakhi mentionne même une église à Boukhara sous le règne des Bukhar Khudahs.

## Sources
- C.E. Bosworth, « Ḳutayba b. Muslim », dans The Encyclopedia of Islam, New Edition, Volume V: Khe–Mahi, Leiden and New York, BRILL, 1986, 541–542 p. (ISBN 90-04-07819-3, lire en ligne)
- H. A. R. Gibb, The Arab Conquests in Central Asia, London, The Royal Asiatic Society, 1923 (OCLC 685253133, lire en ligne)
- M. A. Shaban, The 'Abbāsid Revolution, Cambridge, Cambridge University Press, 1979 (ISBN 0-521-29534-3, lire en ligne)
- B. A. Litvinsky et Ahmad Hasan Dani, History of Civilizations of Central Asia: The crossroads of civilizations, A.D. 250 to 750, UNESCO, 1996 (ISBN 9789231032110, lire en ligne)
- C. Edmund Bosworth, « BUKHARA ii. From the Arab Invasions to the Mongols », dans Encyclopaedia Iranica, Vol. IV, Fasc. 5, London et al., C. Edmund Bosworth, 513–515 p. (lire en ligne)
- Julius Wellhausen (trad. Margaret Graham Weir), The Arab Kingdom and its Fall, Calcutta, University of Calcutta, 1927 (OCLC 752790641, lire en ligne)
- Richard N. Frye, « BUKHARA i. In Pre-Islamic Times », dans Encyclopaedia Iranica, Vol. IV, Fasc. 5, London et al., C. Edmund Bosworth, 511–513 p. (lire en ligne)